# Eduardo Kneese de Mello
Eduardo Kneese de Mello, (São Paulo 1906-1994), foi um arquiteto, professor e empreendedor brasileiro

## Biografia
Kneese de Mello formou-se em 1931, recebendo o título de engenheiro-arquiteto pela Escola de Engenharia da Universidade Presbiteriana Mackenzie, onde havia dado prosseguimento aos estudos logo após deixar a Escola Americana, da Igreja Presbiteriana, nome anteriormente adotado pelo Mackenzie.
Foi professor na Escola de Engenharia do Mackenzie entre 1937 e 1938 e novamente de 1945 a 1947. Em 1955 inicia como professor na Faculdade de Arquitetura e Urbanismo da USP, colaborando com a organização do curso de pós-graduação. Nesta universidade dirigiu ainda o IEB, Instituto de Estudos Brasileiros, do qual concebeu o logotipo e participou do Conselho Diretor. Nos anos 1970 a 1990, também deu aulas em Mogi da Cruzes e na Faculdade de Arquitetura Farias Brito, da Universidade de Guarulhos, cujo edifício tem projeto de sua autoria. Participou também da criação do SPHAN e do departamento paulista do IAB, do qual foi o primeiro presidente.
Iniciou sua carreira projetando residências em estilo eclético na cidade de São Paulo. Mais tarde, aderiu ao Movimento Moderno, trabalhando com vários nomes da arquitetura brasileira, dentre os quais, Burle Marx, Oswaldo Bratke, Oscar Americano, Oscar Niemeyer.
Em 1951, desenvolveu com Luis Saia o pavilhão da primeira Bienal Internacional de Arte de São Paulo, no Parque Trianon, ingressando logo após, na equipe de Niemeyer que desenvolveria o projeto do Parque do Ibirapuera e mais tarde o projeto da Novacap.
Nos anos 1950, foi pioneiro na tentativa de implementar a pré-fabricação na construção civil brasileira, buscando a simplificação construtiva em uma sociedade pouco industrializada e ainda resistente a esse tipo de inovação.

## Obras
Suas obras incluem diversos edifícios habitacionais, comerciais e de serviços públicos na cidade de São Paulo, entre eles Edifício Juruá,CRUSP, Posto Assistencial do antigo INPS, Conjunto Residencial Ana Rosa e o Edifício Japurá, elogiado pelo ArchDaily por "representar representar uma das primeiras aplicações do conceito corbusiano de unité d’habitation" no Brasil.